# Козаченко, Оксана Сергеевна
Оксана Сергеевна Козаченко (28 марта 1973) — российская футболистка, защитница.

## Биография
В начале карьеры выступала за клубы высшей и первой лиг России «Вологжанка», «Кубаночка» (Краснодар), «Текстильщик-СИМ» (Раменское) и другие.
В 2002 году играла за дебютанта высшей лиги «Энергетик-КМВ» (Кисловодск) и стала лучшим бомбардиром команды с 5 голами. В 2003 году перешла в «Рязань-ТНК», где провела более года, однако на старте сезона 2004 года клуб снялся с чемпионата. После этого футболистка выступала за казахстанский клуб «Алма-КТЖ», участвовавший в то время помимо чемпионата Казахстана в первой лиге России.
С середины 2000-х годов работала детским тренером по футболу в вологодской СДЮСШОР № 3.